# Slag bij Steps
De Slag bij Steps, ook wel Slag bij Montenaken,  vond plaats op 13 oktober 1213, aan het begin van de Luiks-Brabantse oorlogen, nabij de plaats Montenaken in de Belgische provincie Limburg. De veldslag is genoemd naar de Stepsheuvel, gelegen tussen Montenaken, Walshoutem en Cras-Avernas, waar de slag plaatsvond.

## Geschiedenis
Aanleiding was de twist tussen het hertogdom Brabant en het prinsbisdom Luik over de zeggenschap over de erfopvolging van het graafschap Moha. Lodewijk en Hendrik waren beide verwanten van de laatste graaf van Moha, Albert III.
De Brabantse hertog Hendrik I viel het prinsbisdom Luik aan. Hij had de stad Luik al in 1212 verwoest. Hij werd door prins-bisschop Hugo II van Pierrepont en diens bondgenoot Lodewijk II van Loon op de heuvel van Steps in Montenaken verslagen. De overwinnaars hadden ook steun gekregen uit Hoei en Dinant.
De overlevende Brabanders werden achternagezeten en trokken in wanorde terug door de velden van deze Brabantse uithoek richting Tienen. Op het slagveld vochten de zwerfhonden voor de achtergebleven kadavers van de gesneuvelde Brabanders. De overwinnaars plunderden Zoutleeuw. Uit de kerk haalden ze een houten Palmesel die ze meevoerden naar de Heilig Grafkerk van Hoei.
Eerst in 1229 liet Hendrik zijn aanspraken op Moha varen. Moha werd bij Luik gevoegd. Deze slag zou de eerste zijn waarbij een leger van edellieden verslagen werd door een volksleger.

## Legende
Volgens een legende haalden de Luikenaars een beeld van Maria uit de kerk van Montenaken en brachten het naar het slagveld. Zodra het beeld ter plaatse was scheen de zon zo hevig dat ze de ogen van de tegenstanders verblindde en de wapens neerlegden. Ieder jaar wordt het wonderdadig beeld in de maand mei van de kerk van Montenaken naar de kapel van Onze-Lieve-Vrouw van Steps gebracht.

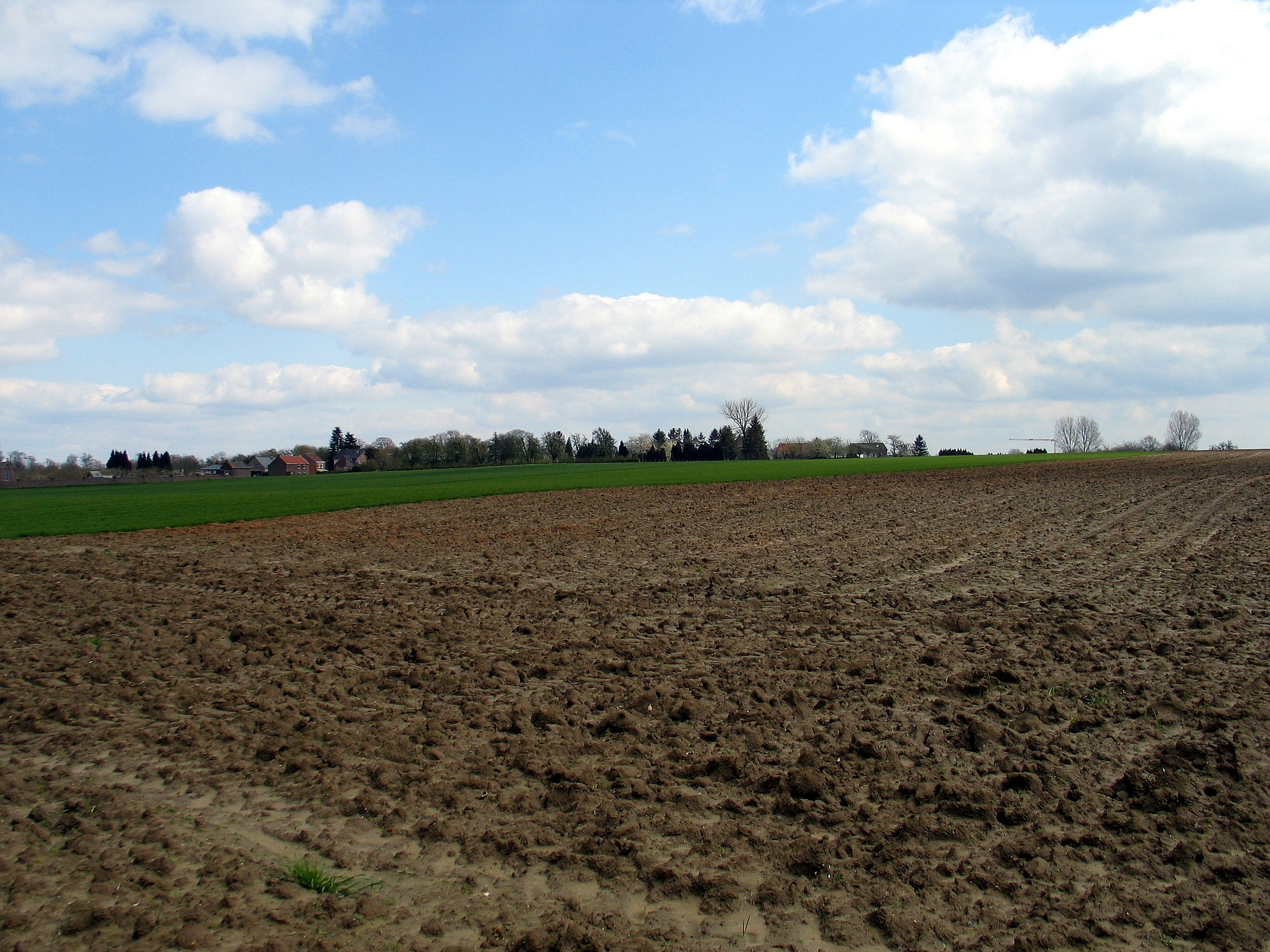
Stepsheuvel in Montenaken
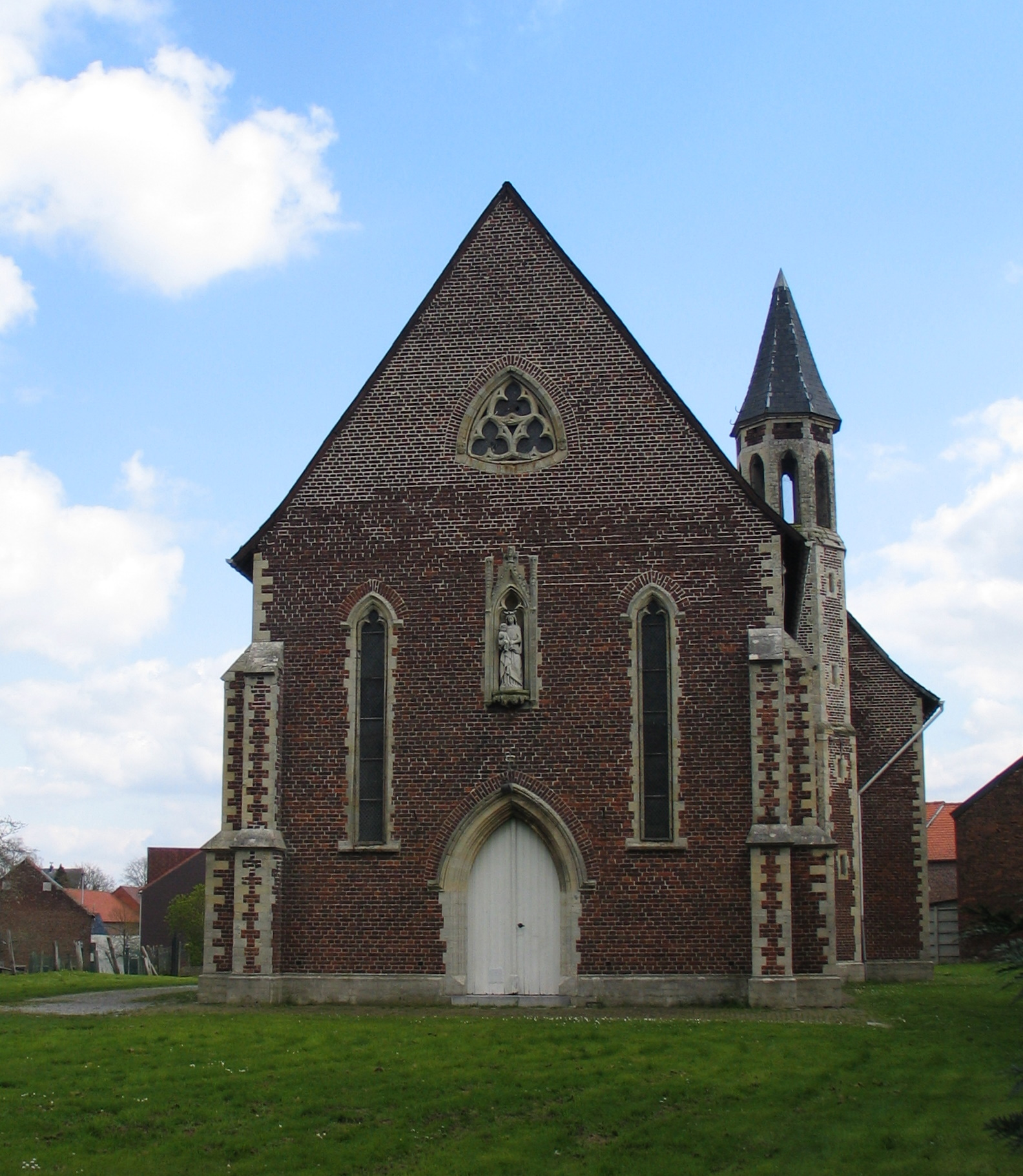
Kapel van O.L.V. van Steps
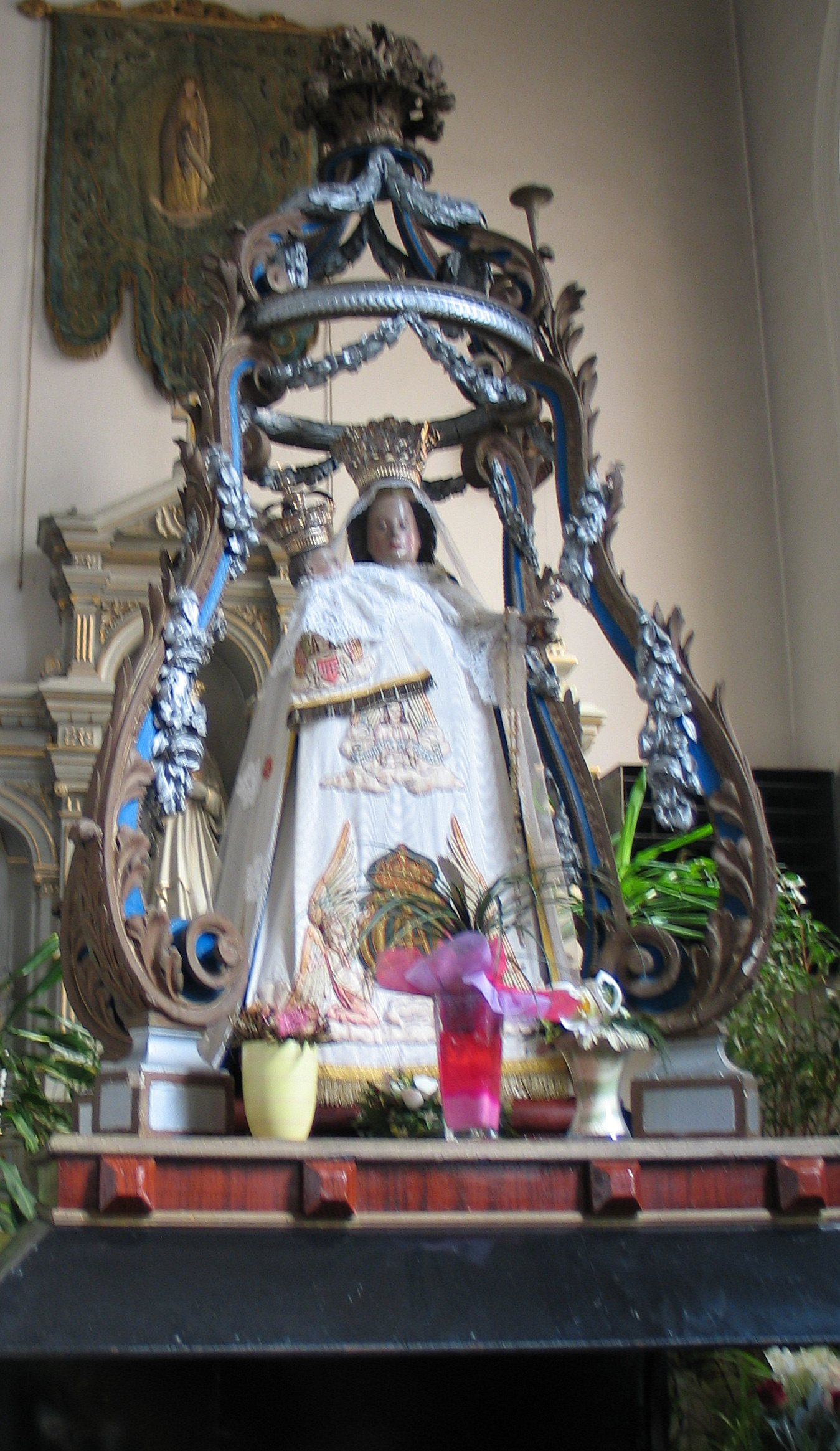
Beeld van O.L.V van Steps in de kerk van Montenaken